# Saint-Martin (Altos Pirineos)
 Saint-Martin  es una comuna y población de Francia, en la región de Mediodía-Pirineos, departamento de Altos Pirineos, en el distrito de Tarbes y cantón de Laloubère.
Su población en el censo de 1999 era de 328 habitantes.
Está integrada en la Communauté de communes Gespe Adour Alaric .